# Jean Clairin
Jean Clairin (* 13. November 1876 in Nîmes; † 26. August 1914 in Thun-l’Évêque) war ein französischer Mathematiker, der sich mit Differentialgleichungen befasste.
Clairin studierte an der Ecole Normale Superieure, war ein Schüler von Édouard Goursat und wurde 1902 in Paris an der Sorbonne promoviert (Sur les transformations de Baecklund). Er war Professor an der Universität Lille (damals Faculté de Sciences). Clairin fiel gleich zu Beginn des Ersten Weltkriegs bei Cambrai.
Er ist bekannt für die Entwicklung einer Methode zur Konstruktion von Bäcklund-Transformationen, die Anwendung in der Theorie der Solitonen fand.

## Schriften
- Sur les transformations de Baecklund. Annales scientifiques de l'École Normale Supérieure, Sér. 3, Band 19, 1902, S. 3–63 (supplément), numdam
- Sur quelques équations aux dérivées partielles du second ordre, Annales de la Faculté des sciences de Toulouse : Mathématiques, Sér. 2, 5 no. 4, 1903, S. 437–458, numdam
- Sur quelques points de la théorie des transformations de Baecklund. Annales scientifiques de l'École Normale Supérieure, Sér. 3, Band 30, 1913, S. 173–192 , numdam
- Sur les transformations d'une classe d'équations aux dérivées partielles du second ordre. Annales scientifiques de l'École Normale Supérieure, Sér. 3, Band 27, 1910, S. 451–489, numdam